# Ailatan
Ailatan – album autorski Natalii Sikory wydany 24 maja 2019 przez Wydawnictwo Agora. Nominacja do Fryderyka 2020 w kategorii Album Roku Blues.

## Lista utworów
1. Ostrożnie, to moje serce – muz. Natalia Sikora, Paweł Stankiewicz, sł. Marek Gaszyński
2. Ego – muz. Natalia Sikora, Paweł Stankiewicz, sł. Natalia Sikora
3. Obudź się mała – muz. Jacek Perkowski, Paco Sarr, sł. Natalia Sikora
4. Przecież mnie znasz – muz. Natalia Sikora, Paweł Stankiewicz, sł. Natalia Sikora
5. Tu Blues! – muz. Paco Sarr, sł. Natalia Sikora
6. Kto kocha – muz. Paco Sarr, sł. Natalia Sikora
7. Korpo potwory – muz. Jacek Perkowski, Paco Sarr, sł. Natalia Sikora
8. W ogniu – muz. Dariusz Kozakiewicz, sł. Natalia Sikora
9. Echo – muz. Dariusz Kozakiewicz, sł. Natalia Sikora
10. Kula – muz. Dariusz Kozakiewicz, sł. Natalia Sikora
11. Fatamorgana – muz. Wojciech Ruciński, sł. Natalia Sikora
12. Paranoja – muz. Paco Sarr, sł. Natalia Sikora